# Coinsins
Coinsins är en ort och  kommun i distriktet Nyon i kantonen Vaud, Schweiz. Kommunen har 522 invånare (2023).